# MapQuest
MapQuest (stilizzato come mapquest) è un servizio web di mappatura via internet di proprietà di Yahoo!. La società fu fondata nel 1967 come servizio cartografico di R.R. Donnelley & Son a Chicago. Nel 1969 si spostò a Lancaster in Pennsylvania (USA). Quando divenne una impresa indipendente nel 1994 fu rinominata GeoSystems Global Corporation. Nel 2000 fu acquisita da America Online, Inc. Company e la sede è a Denver in Colorado.

## Servizi e programmi

Logo fino a luglio 2010

MapQuest utilizza alcuni dei servizi di TomTom per il suo sistema di mappatura. MapQuest fornisce una certa quantità di dettagli a livello stradale o indicazioni stradali per una varietà ampia di paesi. Gli utenti possono verificare se il loro paese è disponibile utilizzando un menu a discesa nella home page di MapQuest.
L'azienda offre un'app mobile gratuita per Android e iOS che include ricerca POI, navigazione con guida vocale, traffico in tempo reale e altre funzionalità. MapQuest offre anche un sito web ottimizzato per i dispositivi mobili.
MapQuest ha diversi prodotti di viaggio e include anche una funzione per consentire agli utenti di confrontare i prezzi del gas nelle vicinanze, simile al servizio offerto da GasBuddy.com. Tuttavia questa funzione è disponibile solo negli Stati Uniti.
I dati POI di MapQuest aiutano il servizio a differenziarsi da altri software di orientamento guidando gli utenti direttamente agli ingressi di attività commerciali e destinazioni, piuttosto che a indirizzi stradali generici.
Esiste un plugin per l'integrazione della mappa in Wordpress.

## Esempi

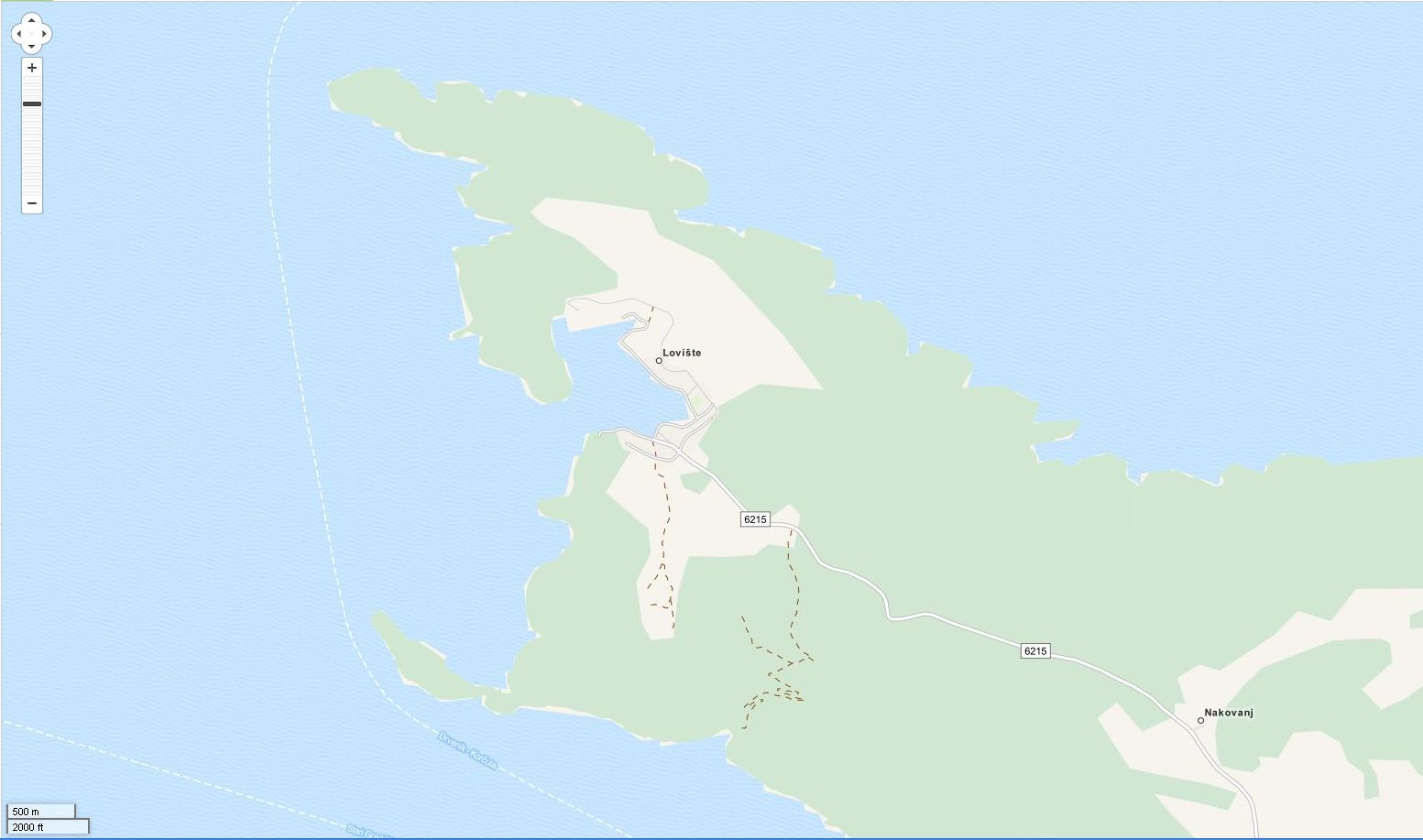
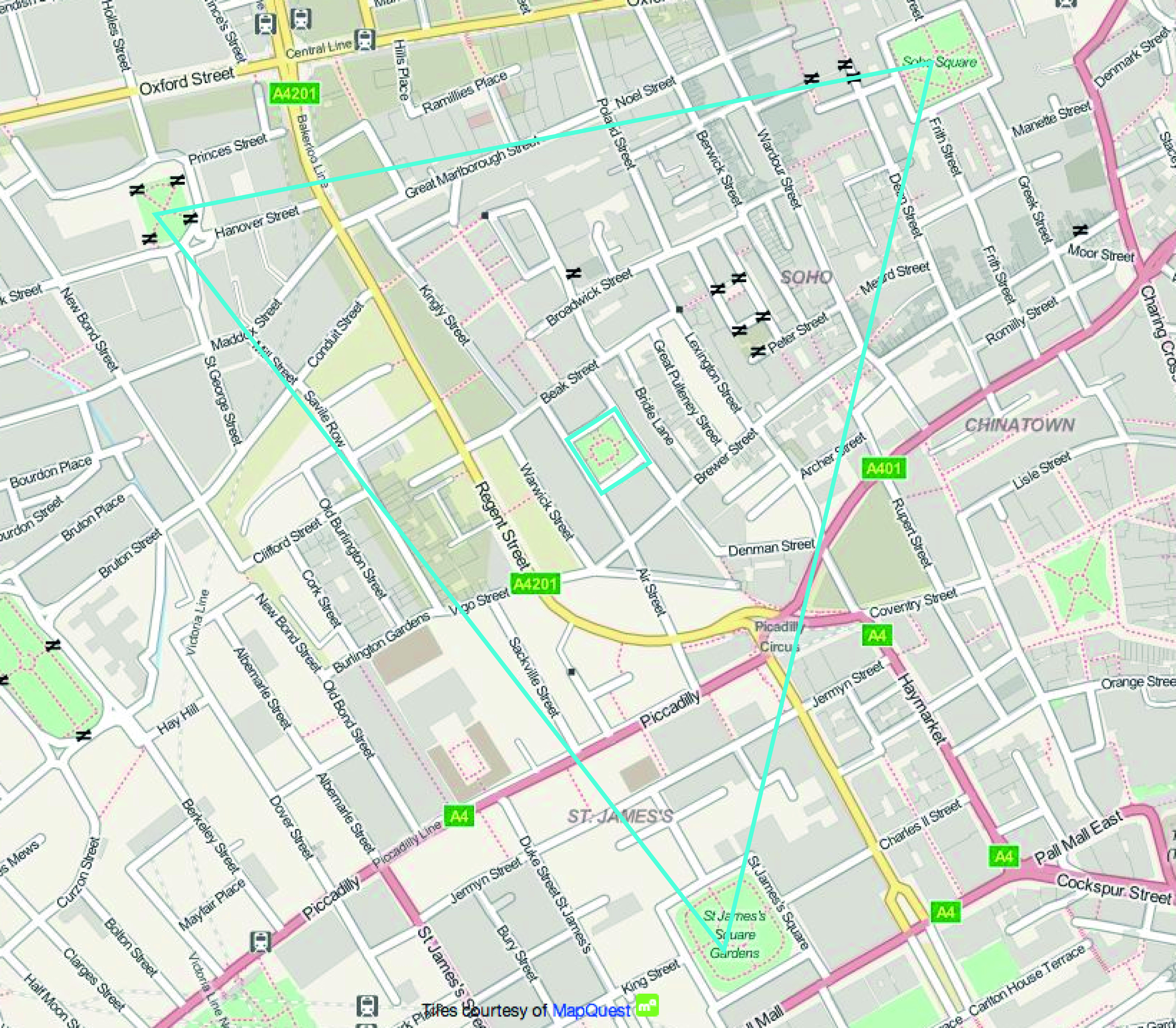